# 第聶伯河上的月夜
《第聶伯河上的月夜》（羅馬化：Misiachna nich na Dnipri）是烏克蘭畫家阿尔希普·库因芝於1880年創作的油畫，描畫滿月夜時的烏克蘭第聂伯河。此畫作現藏於俄羅斯圣彼得堡的俄羅斯博物館，被認為是库因芝最知名的畫作:8。

## 歷史

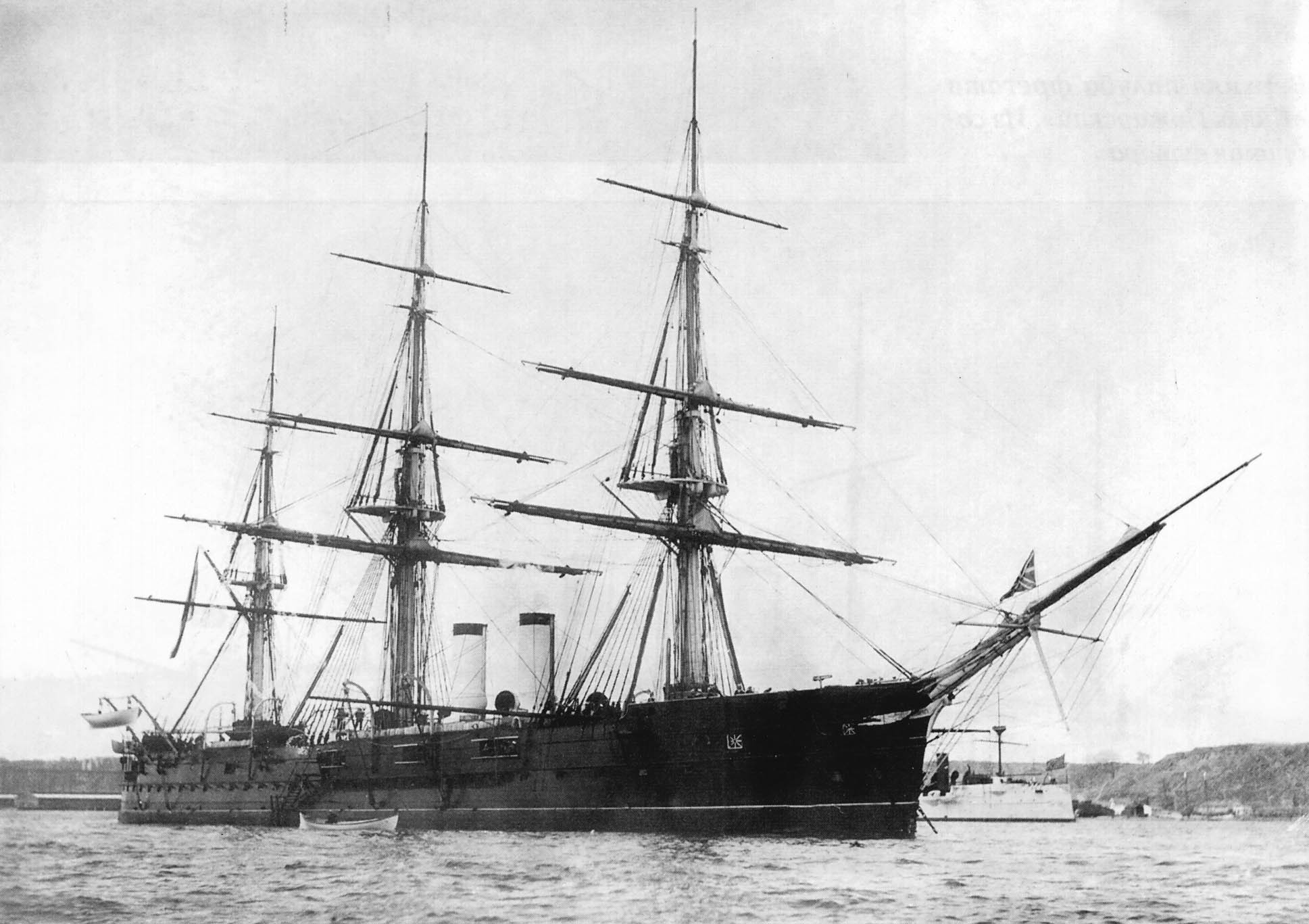
愛丁堡公爵號

库因芝自1880年夏季開始創作《第聶伯河上的月夜》，期間每週日開放工作室兩小時以讓人參觀其創作過程，與他有交情的伊凡·屠格涅夫、雅科夫·波隆斯基、伊凡·克拉姆斯柯依與德米特里·门捷列夫等人均登門參觀，俄羅斯大公康斯坦丁·康斯坦丁諾維奇大公也前往參觀，在畫作完工前即向库因芝以5000盧布購買此畫:107。
油畫於同年9月完成後:13，於10月至11月在聖彼得堡帝國藝術鼓勵學會的畫廊展示，库因芝特別著重畫作中月光的光線效果，展廳中的窗簾被降下以阻擋室外的光線，畫作前方則設有一人工光源以強調其特色。《第聶伯河上的月夜》為展場中唯一的畫作，為俄羅斯美術史上第一次僅有單一畫作的展覽:106；此畫作雖尺寸較小，且僅為風景畫，但仍有大批群眾排隊欣賞畫作，需分組輪流進入參觀。有文獻提到因畫作的月光栩栩如生，有觀賞者以為畫作後方有光源照射，試圖在畫作後尋找隱藏的光源。
展覽結束後康斯坦丁·康斯坦丁諾維奇大公帶著畫作乘愛丁堡公爵號出海:110，停靠法國時曾在巴黎的塞德爾邁畫廊展示十天，但航行過程中畫作受到嚴重毀損，因其塗料含有瀝青，在受長期日照與海風之下顏色變深:14。航行後畫作藏於大理石宮大公的收藏中:112，十月革命後被移入俄羅斯科學院考古學院，1928年又移至圣彼得堡的俄羅斯博物館。

## 圖集

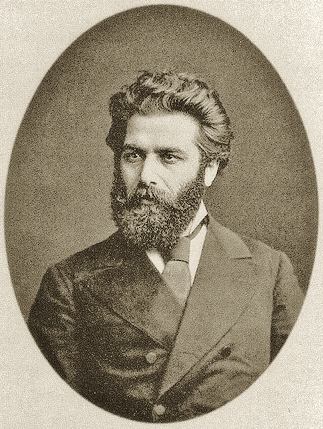
阿尔希普·库因芝

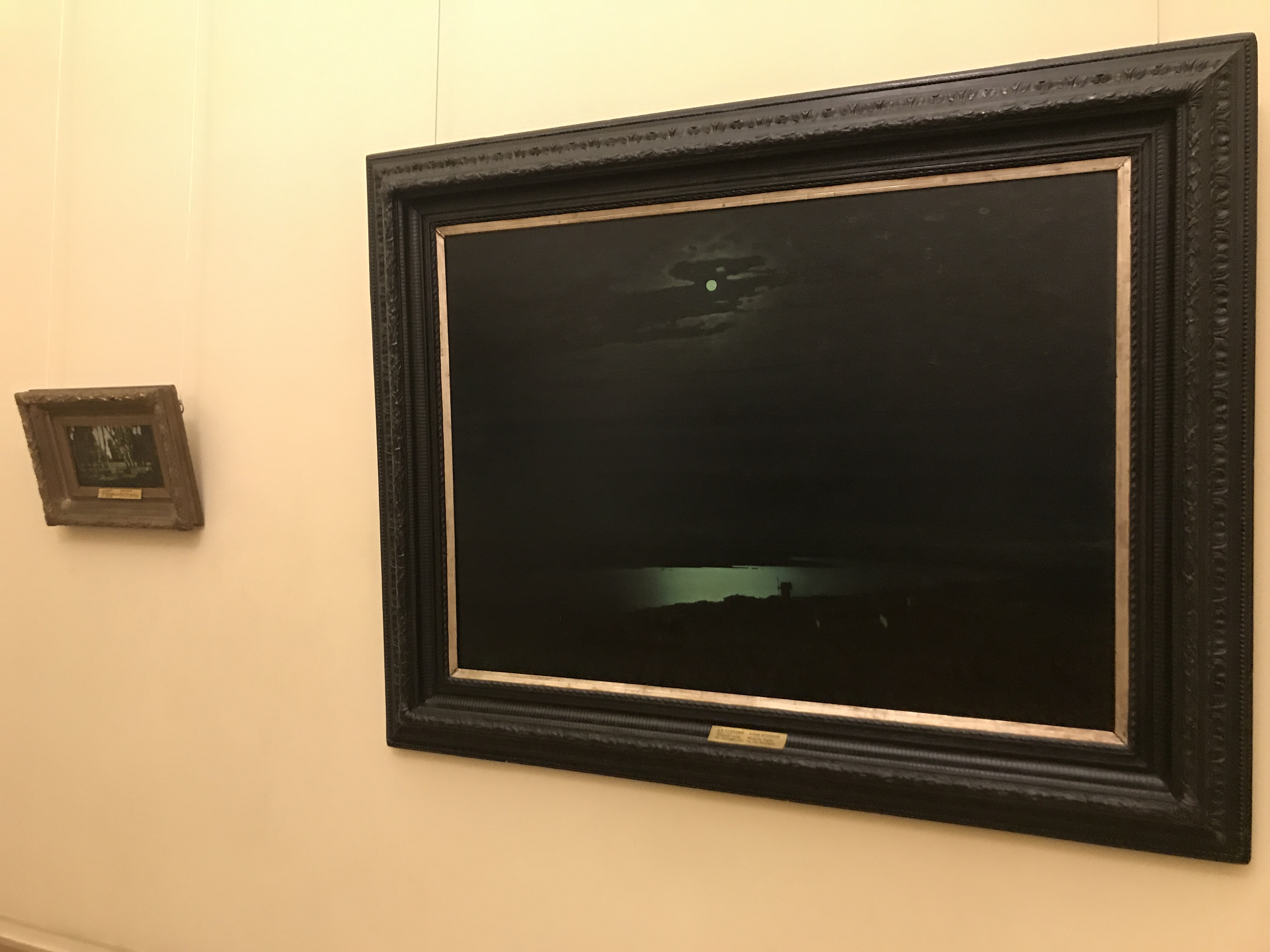
俄羅斯博物館展示的《第聶伯河上的月夜》
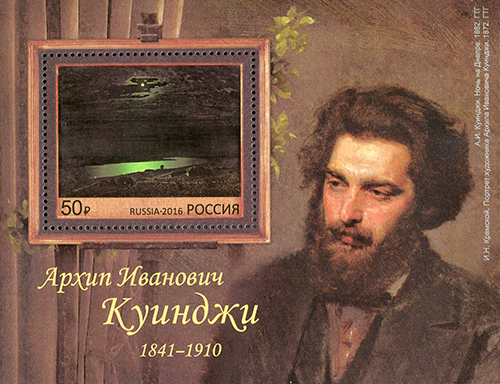
以此畫作為主題的郵票